# Passo del Grostè
Der Passo del Grostè ist ein 2442 m s.l.m. hoher Übergang in der Brentagruppe im Trentino, Italien. Der Pass liegt im Naturpark Adamello-Brenta.

## Lage
Der Übergang befindet sich am Hauptkamm der Brentagruppe zwischen der nördlich gelegenen Pietra Grande (2935 m s.l.m.) und der Cima del Grostè (2935 m s.l.m.) im Süden. Er liegt am Rand der karstähnlichen Hochebene der Grostédi. Der Passo del Grostè grenzt den zentralen Bereich der Brentagruppe vom nördlichen Bereich ab und verbindet das Val Flavona und Val di Tovel im Osten mit dem Valle di Campiglio im Westen. Die Westseite des Passes ist mit mehreren Aufstiegsanlagen erschlossen und ist eines der bekanntesten Skigebiete von Madonna di Campiglio. Die Bergstation (2437 m s.l.m.), der auch im Sommer geöffneten vom Passo Campo Carlo Magno kommenden Luftseilbahn, liegt nur wenige Höhenmeter unterhalb des Passes. Im Gegensatz dazu ist die unberührte Ostseite nur über Wanderwege erschlossen.

## Geschichte
1893 wurde an der Westseite kurz unterhalb des Passes das Rifugio Antonio Stoppani errichtet. Die Schutzhütte war nach dem 1881 erbauten Rifugio Tosa die zweite Berghütte in der Brentagruppe. Sie wurde zwischen 1906 und 1907 erweitert und brannte 1940 ab. Nach dem Zweiten Weltkrieg wurde das Grundstück an die Grostè-Seilbahn verkauft, die an der Stelle die Bergstation der Grostè-Seilbahn errichtete.

## Zugang
Am Passo del Grostè kreuzen sich mehrere aus verschiedenen Richtungen kommende Wanderwege und Klettersteige. Er ist von Madonna di Campiglio unter anderem auf den SAT-Wegen 331 und 301 über das Rifugio Graffer in etwa 3 ½ Stunden zu erreichen. Die   Gehzeit kann mit der Luftseilbahn auf wenige Gehminuten verkürzt werden. Von Osten ist der Pass von Andalo in knapp 5 ½ Stunden oder vom Tovelsee im Nordosten in 4 ½ Stunden erreichbar.